# Let All That We Imagine Be the Light
Let All That We Imagine Be the Light è l'ottavo album in studio del gruppo rock statunitense Garbage, pubblicato il 30 maggio 2025 tramite BMG. L'album è tematicamente più ottimista e meno socio-politico rispetto al precedente album della band. Il 9 aprile è stato pubblicato il singolo principale There's No Future in Optimism, seguito da Get Out My Face AKA Bad Kitty il 9 maggio. I Garbage hanno annunciato il tour nordamericano "Happy Endings Tour" a supporto dell'album.
Registrato nel corso di diversi conflitti internazionali, come l'invasione russa dell'Ucraina, il conflitto Congo-Ruanda e il conflitto israelo-palestinese, nonostante le intenzioni iniziali di registrare l'album "da zero", la band ha ammesso che era inevitabile che argomenti sociali e politici iniziassero a influenzare l'album. Tuttavia, rispetto al loro album precedente, la band ha scelto la speranza contro l'indignazione: "pensavamo tutti che se ci fossimo immersi nell'indignazione saremmo probabilmente morti di crepacuore. Quindi abbiamo cercato di cercare qualcosa di un po' più positivo, e l'album parla molto della ricerca dell'amore nel mondo come strumento per combattere tutto l'odio che proviamo", ha spiegato Manson.

## Tracce
1. There's No Future in Optimism – 3:20
2. Chinese Fire Horse – 4:03
3. Hold – 4:33
4. Have We Met (The Void) – 5:11
5. Sisyphus – 5:11
6. Radical – 4:20
7. Love to Give – 4:24
8. Get Out My Face AKA Bad Kitty – 4:36
9. R U Happy Now – 3:39
10. The Day That I Met God – 5:59

## Classifiche
| Classifica (2025) | Posizione massima |
| ----------------- | ----------------- |
| Regno Unito       | 24                |